# 頭垢
頭垢（ふけ、雲脂、英:dandruff）とは、頭の皮膚から発生する、うろこ状の白い老廃物。頭皮に生じた垢。新陳代謝によって頭皮に存在する角質細胞が剥がれることにより発生する。

## 原因
健康な人の皮膚にもいる常在菌の一種であるマラセチアによる。その影響は個人差があり、またストレス、気候、ホルモンの変化などの影響を受けており、原因をはっきりさせることは難しい。冬に悪化するなど季節の影響を受けている場合がある。過剰な太陽光への曝露が原因となることもある。過剰なシャンプーや、櫛の頻繁な使用、特定の化粧品、また頭皮への治療薬が、接触性皮膚炎を起こすこともある。
頭皮の角質層のバリアを構成している脂質が減少し、頭皮の水分が損失している。天然保湿因子で、水分を吸収している。不要に掻きむしることはさらにバリア機能を弱体化させる可能性がある。
乳児では皮脂が活発に分泌される。（乳痂）脂漏性皮膚炎でも6か月から1歳までに完全に消失する。

## 種類

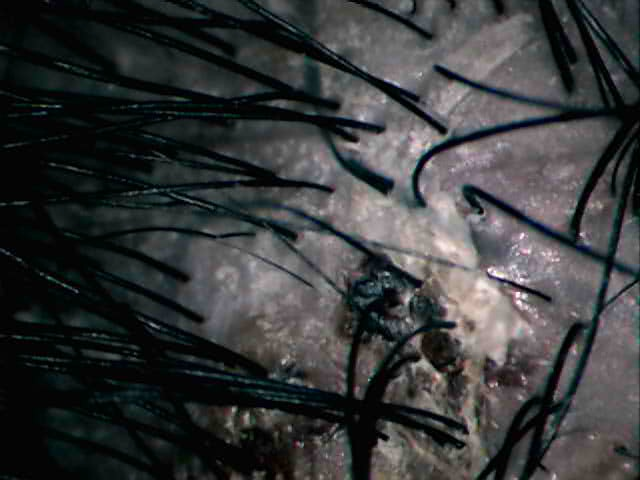
乾性フケ

フケ自体では障害にすぎないのか、病気なのかと議論されている。単なるフケでは、脂漏性皮膚炎で生じるような紅斑はない。単なるフケでは炎症は最小限だが、脂漏性皮膚炎では頭皮以外にも及び、炎症を起こしている。フケが出るとき、しばしば痒みを伴う。脂漏性皮膚炎はフケの重症型と考えられるが、ただのフケとの関連性については明確な定義はなく混乱がある。

### 脂漏性皮膚炎

#### 位置づけ

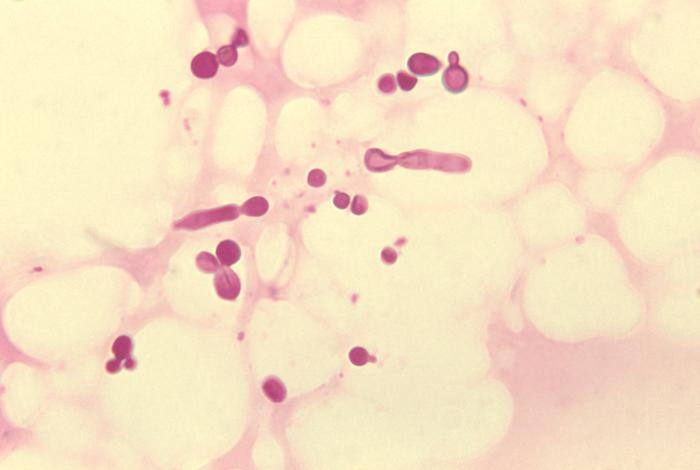
マラセチア菌

フケ症は他の皮膚疾患が認められる場合を除き、脂漏性皮膚炎の軽症型に位置づけられる。
脂漏性皮膚炎では、頭だけでなく顔や耳の後ろ、胸の前部にも症状が出ることがあり、これは脂ぎっていたり、乾燥していたりする。マラセチア（英: Malassezia、癜風菌）と呼ばれる真菌類が、皮脂のトリグリセリドを分解して、オレイン酸やアラキドン酸を作り出し、炎症を生み、表皮のバリア機能を壊し角質層を異常な状態にする。しかし、マラセチアは脂漏性皮膚炎を生じない健康な皮膚にも存在する菌であるため、個々人の感受性が要因であるとされる。フケ症の既往歴のある人では、オレイン酸を塗るとフケと酷似した病変を生じさせるが、既往歴のない人ではそうではない。

#### 鑑別疾患
脂漏性皮膚炎と鑑別すべき疾患に尋常性乾癬や頭部白癬などがある。以下のように、これらでもフケが生じることがある。
- 乾癬は脂漏性皮膚炎と症状は似ているが、フケはより厚い[3]。

- 白癬は、（感染性の）真菌が原因で、円状に紅斑を呈す[3]。ステロイド外用薬を使うと悪化する[3]。

### 接触性皮膚炎
シャンプーでは、強い界面活性剤や残留成分が閾値を超えれば誰にでも起こりうる接触性皮膚炎を起こすことがあり、アトピー性皮膚炎の人のように皮膚バリア機能が低下して刺激に弱くなっているため起こりやすくなる。アレルギー性の接触性皮膚炎では、髪染めに使われるパラフェニレンジアミンは原因となりやすい。髪染めによるアレルギーでは生え際、顔にも症状を起こし、紅斑だけでなく、丘疹、びらんなどを生じうる。

## 治療
強いシャンプー（界面活性剤）は、頭皮の脂質を減少させ、天然保湿因子や頭皮のバリアとなる脂質の減少に関係する。頭皮の脂質を取り除きすぎると、角質の水分含有量が低下し、頭皮が乾燥することがある。また、既に損なわれた頭皮のバリアを損傷し、乾燥、痒みを生じるおそれがある。強く泡立てて洗っている場合には、優しく洗うようにする。
脂漏性皮膚炎では、外用剤として抗真菌薬含有のシャンプーが使われる（詳細は脂漏性皮膚炎を参照）。洗髪は毎日行うことが理想である。ヘアクリームやワックスの使用を控える。
脂漏性皮膚炎に使われる抗真菌性シャンプーの成分
- ケトコナゾール[7]（商品名：ニゾラール）
- ピロクトンオラミン[7]
- ジンクピリチオン[7]
- 二硫化セレン[7]
- ミコナゾール
- ティーツリーオイル[8]

また、椿油やその配合シャンプーでは、脂漏性皮膚炎の原因菌と遊離脂肪酸を減少させ、22名中95%で「やや有用」以上の評価があった。
抗真菌の方法では微生物を減少させ、その後、間接的に頭皮のバリア機能が正常化されている。新しい方法として、直接的にバリア機能を修復させる方法が考えられる。21世紀になり、より穏やかな界面活性剤が開発されてきており、角質層の損傷を減少できるがそれでも乾燥をもたらす可能性は残っている。ステアリン酸やパルミチン酸などの飽和長鎖脂肪酸を追加することで、洗浄で失われた脂質を補充する。ワセリンの使用は悪化する傾向がある。
脂漏性皮膚炎や乾癬ではステロイド外用薬を治療に使うことがあり、白癬ではこれを使うと悪化する。

## 予防
フケ止め剤としてイオウ化合物を利用したもの（コロイドイオウ、二硫化セレン、ジンクピリチオンなど）、その他（ピロクトン・オラミン、アルコール、サリチル酸、ビタミンEエステルなど）がある。
なお、理（美）容所で用いられる器具に「ふけとりブラシ」がある。